# 九龍巴士11B線
九龍巴士11B線是香港九龍市區的一條日間巴士路線，來往觀塘（翠屏道）及九龍城碼頭，提供翠屏邨、觀塘市中心、牛頭角來往新蒲崗、九龍城及土瓜灣的空調巴士服務。

## 歷史
- 1956年7月4日：路線投入服務，以配合油麻地小輪來往九龍城至灣仔的渡輪（已取消）啟航。
- 1958年8月16日：路線由牛頭角延長至觀塘。
- 1962年5月16日：路線由觀塘延至觀塘（翠屏道）。
- 1963年10月21日：路線改經太子道，不經彩虹道。
- 1963年11月12日：路線恢復行經彩虹道。
- 1974年8月16日：路線再改經太子道，不經彩虹道。
- 1996年6月16日：加入空調巴士行走。
- 1997年11月初：非空調巴士以利蘭奧林比安11米（S3BL）代替丹尼士喝采巴士（N）。
- 2010年5月7日：往九龍城碼頭方向，於土瓜灣道近明倫街加設分站[1]
- 2011年9月23日：提升至全空調巴士服務[2]。
- 2015年9月5日：增設到站時間預報。[3]
- 2017年7月18日：因應清拆橫跨太子道東的K9高架道路，往觀塘方向「采頤花園」站臨時遷至「景泰街」站位置，到同年10月尾該站改稱「景泰街」。
- 2019年3月1日：因應太子道東近景泰苑進行道路工程，往觀塘方向「景泰街」站再臨時遷至近彩虹邨的「采頤花園」站。[4][5]
- 2019年10月4日：往觀塘方向臨時恢復「景泰街」站及增設「彩虹邨」站。[6]
- 2021年7月1日：「采頤花園」站移至四美街與太子道東交界的原位置，往觀塘方向恢復「采頤花園」站，取消「景泰街」站及「彩虹邨」站。[7]
- 2023年2月13日：配合觀塘站巴士總站工程，往觀塘方向不入觀塘站公共運輸交匯處，改停翠屏道「觀塘游泳池」站；往沙田站方向位於翠屏道之「翠屏邨翠柏樓」站遷移至「翠屏邨翠桉樓」站。[8]。

## 服務時間及班次
| 觀塘（翠屏道）開 | 觀塘（翠屏道）開 | 觀塘（翠屏道）開 | 九龍城碼頭開     | 九龍城碼頭開 | 九龍城碼頭開 |
| 日期             | 服務時間         | 班次（分鐘）     | 日期             | 服務時間     | 班次（分鐘） |
| ---------------- | ---------------- | ---------------- | ---------------- | ------------ | ------------ |
| 星期一至五       | 05:50-06:30      | 20               | 星期一至五       | 06:30        | 06:30        |
| 星期一至五       | 06:30-09:00      | 15               | 星期一至五       | 06:50-08:30  | 10           |
| 星期一至五       | 09:00-10:00      | 20               | 星期一至五       | 08:30-09:35  | 13           |
| 星期一至五       | 10:00-13:00      | 15               | 星期一至五       | 09:35-14:20  | 15           |
| 星期一至五       | 13:00-16:20      | 20               | 星期一至五       | 14:20-16:00  | 20           |
| 星期一至五       | 16:20-19:20      | 15               | 星期一至五       | 16:00-17:30  | 15           |
| 星期一至五       | 19:20-20:20      | 20               | 星期一至五       | 17:30-18:00  | 10           |
| 星期一至五       | 20:20-23:40      | 25               | 星期一至五       | 18:00-20:00  | 15           |
|                  |                  |                  | 星期一至五       | 20:00-21:20  | 20           |
| 21:20-00:15      | 25               |                  | 星期一至五       |              |              |
| 星期六           | 05:50-06:30      | 20               | 星期六           | 06:30-15:30  | 15           |
| 星期六           | 06:30-14:30      | 15               | 星期六           | 15:30-16:30  | 20           |
| 星期六           | 14:30-16:30      | 20               | 星期六           | 16:30-18:30  | 15           |
| 星期六           | 16:30-17:30      | 15               | 星期六           | 18:30-21:10  | 20           |
| 星期六           | 17:30-19:50      | 20               | 星期六           | 21:10-23:15  | 25           |
| 星期六           | 19:50-23:10      | 25               | 星期六           | 23:15-00:15  | 30           |
| 星期六           | 23:40            |                  |                  |              |              |
| 星期日及公眾假期 | 05:50-12:30      | 20               | 星期日及公眾假期 | 06:30-11:30  | 20           |
| 星期日及公眾假期 | 12:30-18:00      | 15               | 星期日及公眾假期 | 11:30-19:00  | 15           |
| 星期日及公眾假期 | 18:00-20:40      | 20               | 星期日及公眾假期 | 19:00-21:20  | 20           |
| 星期日及公眾假期 | 20:40-23:10      | 25               | 星期日及公眾假期 | 21:20-00:15  | 25           |
| 星期日及公眾假期 | 23:40            |                  |                  |              |              |

## 收費
全程：$5.6
| - 本線設有12歲以下小童及65歲或以上長者半價優惠。 - 65歲或以上香港居民使用「樂悠咭」，以及12歲以下合資格殘疾兒童使用「殘疾人士身份」個人八達通繳付車資，均可享有每程$2.0或半價（以較低者為準）的票價優惠；12至64歲合資格殘疾人士使用「殘疾人士身份」個人八達通（包括「樂悠咭」），以及60至64歲香港居民使用「樂悠咭」繳付車資，均可享有每程$2.0或全費（以較低者為準）的票價優惠。 - 65歲或以上長者如使用長者或一般個人八達通繳付車資，則只可享有半價優惠；12至64歲合資格殘疾人士如不使用「殘疾人士身份」個人八達通，以及60至64歲人士如不使用「樂悠咭」繳付車資，必須繳付全費。 - 乘客可以現金或八達通於上車時付款，不設找續。 - 每位成人乘客可免費攜帶最多兩名4歲以下而不佔座位的兒童乘客乘車，超額之4歲以下小童必須繳付小童車費乘車。 - 持有「九巴月票」之乘客在車票有效期內，每日可享最多10程任何九龍巴士及龍運巴士路線（包括本路線，以及聯營路線的九龍巴士／龍運巴士提供的班次；惟乘搭機場「A」及「NA」線則可享原價二七折優惠（不會計算每天10次合資格車程））；而B1線則每日可享最多各2程（不會計算每天10次合資格車程）。 - 九龍巴士、城巴、龍運巴士及陽光巴士全職員工及家屬（不包括外判職員）可免費乘搭本路線，惟必須拍職員或職員家屬八達通。 - 乘客亦可透過多元化電子支付系統（e度嘟）繳付車資，包括使用非接觸式VISA卡、JCB卡、萬事達卡、銀聯卡、美國運通、大來國際、Discover Card、Apple Pay、Google Pay、Samsung Pay、AlipayHK「易乘碼」、支付寶、WeChatHK／微信支付「搭車碼」、銀聯雲閃付「乘車碼」及BOC Pay「乘車碼」。乘客使用此付款方式，使用此支付方式的乘客可享有中途下車之分段收費，以及與其他九巴／龍運獨營路線或聯營線九巴／龍運班次之轉乘優惠，惟不適用於與非九巴／龍運路線之轉乘優惠，亦不能享有「公共交通費用補貼計劃」及「長者及合資格殘疾人士公共交通票價優惠計劃」。 |

### 八達通轉乘優惠計劃
乘客以同一張八達通卡，於本線登車後150分鐘內轉乘以下路線，或從以下路線轉乘本線，次程可享折扣優惠：
11B←→98、98A、296A，次程可享$4.2折扣優惠
- 11B往觀塘 → 98、98A或296A往將軍澳
- 98、98A或296A往觀塘 → 11B往九龍城碼頭

11B←→6D
- 11B往九龍城碼頭 → 6D往美孚，次程可享$5.6折扣優惠
- 6D往牛頭角 → 11B往觀塘，次程車資全免

## 使用車輛
現時本線使用8輛富豪B9TL12米（AVBWU）
| 車隊編號 | 車牌   |
| -------- | ------ |
| AVBWU48  | PS8816 |
| AVBWU56  | PS9475 |
| AVBWU79  | PV7109 |
| AVBWU102 | PW2609 |
| AVBWU153 | PX9118 |
| AVBWU192 | PY6858 |
| AVBWU218 | RC6904 |
| AVBWU276 | RJ7579 |

## 行車路線

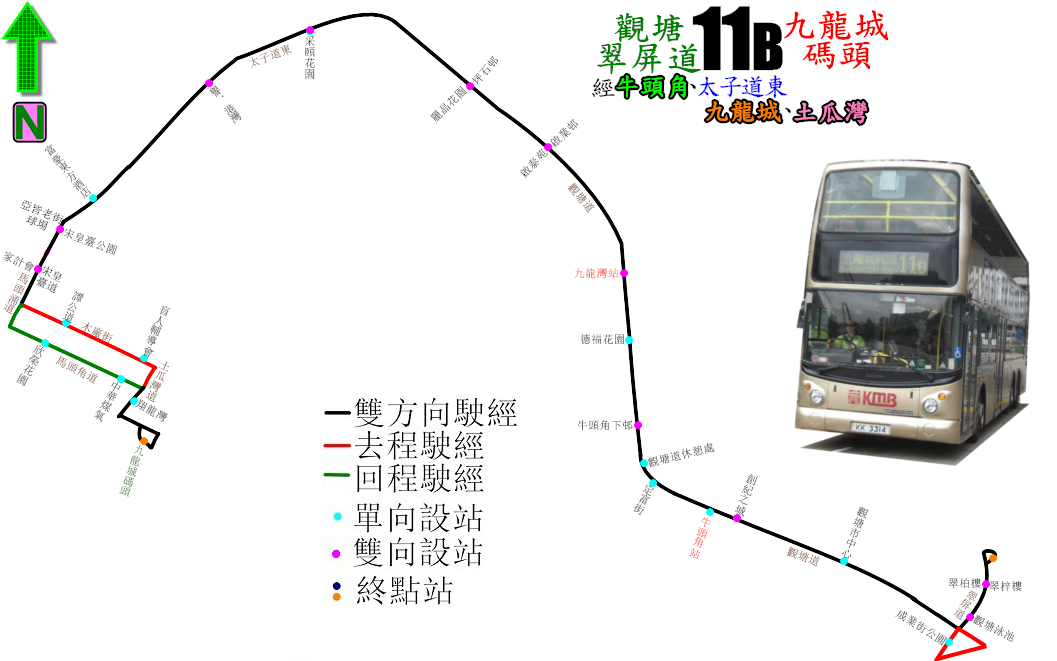
11B線的走線圖

觀塘（翠屏道）開經：翠屏道、鯉魚門道、偉發道、茶果嶺道、鯉魚門道、觀塘道、觀塘道下通道、觀塘道、太子道東、太子道西、馬頭涌道、木廠街、土瓜灣道及新碼頭街。
九龍城碼頭開經：新碼頭街、土瓜灣道、馬頭角道、馬頭涌道、太子道西、太子道東、觀塘道及翠屏道。

### 沿線車站
| 觀塘（翠屏道）開 | 觀塘（翠屏道）開               | 觀塘（翠屏道）開       | 九龍城碼頭開 | 九龍城碼頭開                     | 九龍城碼頭開           |                        |
| 序號             | 車站名稱                       | 位置                   | 序號         | 車站名稱                         | 位置                   |                        |
| ---------------- | ------------------------------ | ---------------------- | ------------ | -------------------------------- | ---------------------- | ---------------------- |
| 1                | 觀塘（翠屏道）巴士總站         | 觀塘（翠屏道）巴士總站 | 1            | 九龍城碼頭巴士總站               | 九龍城碼頭巴士總站     |                        |
| 2                | 翠屏邨翠梓樓                   | 翠屏道                 | 2            | 中華煤氣公司                     | 馬頭角道               |                        |
| 3                | 觀塘游泳池                     | 翠屏道                 | 3            | 欣榮花園                         | 馬頭角道               |                        |
| 4                | 成業街休憩公園                 | 茶果嶺道               | 4            | 香港家庭計劃指導會               | 馬頭涌道               |                        |
| 5                | 觀塘轉車站－創紀之城（B7）     | 觀塘道                 | 5            | 亞皆老街球場                     | 馬頭涌道               |                        |
| 6                | 觀塘轉車站－牛頭角站（A1）     | 觀塘道                 | 6            | 九龍城轉車站－富豪東方酒店（A7） | 太子道東               |                        |
| 7                | 定富街                         | 觀塘道                 | 7            | 譽·港灣                          | 太子道東               |                        |
| 8                | 牛頭角下邨                     | 觀塘道                 | 8            | 采頤花園                         | 太子道東               |                        |
| 9                | 德福花園                       | 觀塘道                 | 9            | 坪石邨                           | 太子道東               |                        |
| 10               | 九龍灣站                       | 觀塘道                 | 10           | 啟業邨                           | 觀塘道                 |                        |
| 11               | 啟泰苑                         | 觀塘道                 | 11           | 九龍灣站（東九文化中心）         | 觀塘道                 |                        |
| 12               | 麗晶花園                       | 太子道東               | 12           | 牛頭角下邨                       | 觀塘道                 |                        |
| 13               | 采頤花園                       | 太子道東               | 13           | 觀塘道休憩處                     | 觀塘道                 |                        |
| 14               | 譽·港灣                        | 太子道東               | 14           | 創紀之城（U4）                   | 觀塘道                 |                        |
| 15               | 九龍城轉車站－宋皇臺公園（C2） | 馬頭涌道               | 15           | 觀塘轉車站－觀塘市中心（T3）     | 觀塘道                 |                        |
| 16               | 宋皇臺道                       | 馬頭涌道               | 16           | 觀塘游泳池                       | 翠屏道                 |                        |
| 17               | 譚公道                         | 木廠街                 | 17           | 翠屏邨翠桉樓                     | 翠屏道                 |                        |
| 18               | 香港盲人輔導會                 | 木廠街                 | 18           | 觀塘（翠屏道）巴士總站           | 觀塘（翠屏道）巴士總站 | 觀塘（翠屏道）巴士總站 |
| 19               | 翔龍灣                         | 土瓜灣道               |              |                                  |                        |                        |
| 20               | 九龍城碼頭巴士總站             | 九龍城碼頭巴士總站     |              |                                  |                        |                        |

## 客量
11B線是馬頭圍來往九龍灣及觀塘的主要路線，雖然本線部份路段與鐵路和多條巴士線重叠，但本線收費便宜及班次頻密，客量一直不俗。